# Atoka (Oklahoma)
Atoka és una ciutat dels Estats Units a l'estat d'Oklahoma. Segons el cens del 2000 census tenia 2.988 habitants.

## Demografia
Segons el cens del 2000, Atoka tenia 2.988 habitants, 1.277 habitatges, i 735 famílies. La densitat de població era de 137 habitants per km².
Dels 1.277 habitatges en un 26,4% hi vivien nens de menys de 18 anys, en un 38,9% hi vivien parelles casades, en un 15% dones solteres, i en un 42,4% no eren unitats familiars. En el 39,2% dels habitatges hi vivien persones soles el 21,3% de les quals corresponia a persones de 65 anys o més que vivien soles. El nombre mitjà de persones vivint en cada habitatge era de 2,22 i el nombre mitjà de persones que vivien en cada família era de 2,99.
Per edats la població es repartia de la següent manera: un 24,5% tenia menys de 18 anys, un 8,6% entre 18 i 24, un 22,4% entre 25 i 44, un 22,5% de 45 a 60 i un 22,1% 65 anys o més.
L'edat mediana era de 41 anys. Per cada 100 dones de 18 o més anys hi havia 74,2 homes.
La renda mediana per habitatge era de 18.361 $ i la renda mediana per família de 22.344 $. Els homes tenien una renda mediana de 25.431 $ mentre que les dones 19.495 $. La renda per capita de la població era de 12.017 $. Entorn del 19,1% de les famílies i el 25,3% de la població estaven per davall del llindar de pobresa.

## Poblacions més properes
El següent diagrama mostra les poblacions més properes.

## Geografia

### Clima
Dades climàtiques de la ciutat d'Atoka.
| 'Paràmetres climàtics mitjans de Atoka' | 'Paràmetres climàtics mitjans de Atoka' | 'Paràmetres climàtics mitjans de Atoka' | 'Paràmetres climàtics mitjans de Atoka' | 'Paràmetres climàtics mitjans de Atoka' | 'Paràmetres climàtics mitjans de Atoka' | 'Paràmetres climàtics mitjans de Atoka' | 'Paràmetres climàtics mitjans de Atoka' | 'Paràmetres climàtics mitjans de Atoka' | 'Paràmetres climàtics mitjans de Atoka' | 'Paràmetres climàtics mitjans de Atoka' | 'Paràmetres climàtics mitjans de Atoka' | 'Paràmetres climàtics mitjans de Atoka' | 'Paràmetres climàtics mitjans de Atoka' |
| Mes                                     | Gen.                                    | Feb.                                    | Mar.                                    | Abr.                                    | Mai.                                    | Jun.                                    | Jul.                                    | Ago.                                    | Set.                                    | Oct.                                    | Nov.                                    | Des.                                    | Anual                                   |
| --------------------------------------- | --------------------------------------- | --------------------------------------- | --------------------------------------- | --------------------------------------- | --------------------------------------- | --------------------------------------- | --------------------------------------- | --------------------------------------- | --------------------------------------- | --------------------------------------- | --------------------------------------- | --------------------------------------- | --------------------------------------- |
| Temperatura màxima registrada °C (°F)   | 29,4 (84,9)                             | 29,4 (84,9)                             | 34,4 (93,9)                             | 37,2 (99)                               | 38,3 (100,9)                            | 41,1 (106)                              | 44,4 (111,9)                            | 45,0 (113)                              | 42,8 (109)                              | 36,7 (98,1)                             | 32,2 (90)                               | 30,6 (87,1)                             | 45,0 (113)                              |
| Temperatura mínima registrada °C (°F)   | −21,7 (−7,1)                            | −22,2 (−8)                              | −14,4 (6,1)                             | −3,9 (25)                               | 1,7 (35,1)                              | 7,8 (46)                                | 10,0 (50)                               | 11,7 (53,1)                             | 0,6 (33,1)                              | −5,0 (23)                               | −11,7 (10,9)                            | −17,2 (1)                               | −22,2 (−8)                              |
| Temperatura diària màxima °C (°F)       | 11,9 (53,4)                             | 14,2 (57,6)                             | 18,7 (65,7)                             | 23,9 (75)                               | 27,3 (81,1)                             | 31,4 (88,5)                             | 34,4 (93,9)                             | 34,6 (94,3)                             | 30,6 (87,1)                             | 25,2 (77,4)                             | 18,4 (65,1)                             | 13,0 (55,4)                             | 23,6 (74,5)                             |
| Temperatura diària mínima °C (°F)       | −1,4 (29,5)                             | 0,7 (33,3)                              | 4,7 (40,5)                              | 10,5 (50,9)                             | 15,2 (59,4)                             | 19,5 (67,1)                             | 21,3 (70,3)                             | 20,8 (69,4)                             | 16,8 (62,2)                             | 10,6 (51,1)                             | 4,5 (40,1)                              | −0,1 (31,8)                             | 10,3 (50,5)                             |
| Precipitació total mm (polzades)        | 54,0 (2,1)                              | 64,0 (2,5)                              | 84,0 (3,3)                              | 113,0 (4,4)                             | 130,0 (5,1)                             | 116,0 (4,6)                             | 79,0 (3,1)                              | 73,0 (2,9)                              | 113,0 (4,4)                             | 98,0 (3,9)                              | 62,0 (2,4)                              | 61,0 (2,4)                              | 1.047,0 (41,2)                          |
| Font: Weatherbase.com                   |                                         |                                         |                                         |                                         |                                         |                                         |                                         |                                         |                                         |                                         |                                         |                                         |                                         |